# Schistidium lorentzianum
Schistidium lorentzianum là một loài Rêu trong họ Grimmiaceae. Loài này được (Müll. Hal.) Ochyra & Matteri mô tả khoa học đầu tiên năm 1996.